# Diarrea

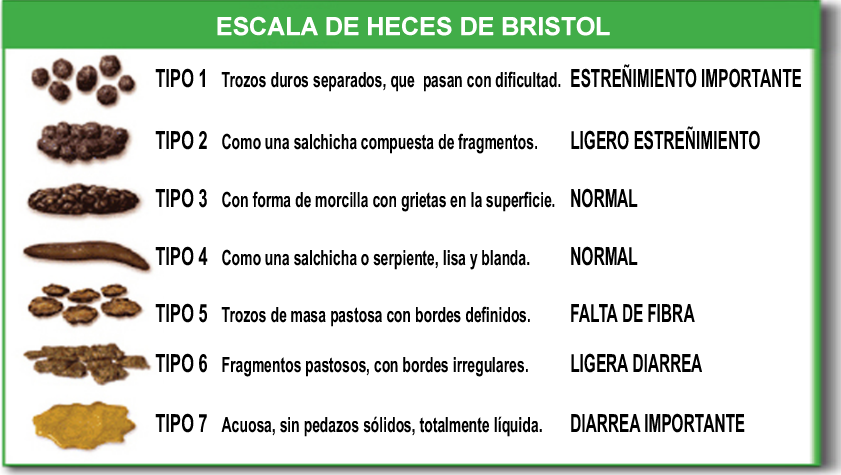
La escala de Bristol sirve para clasificar las heces según su apariencia y consistencia. Los tipos 5, 6 y 7 son heces diarreicas.

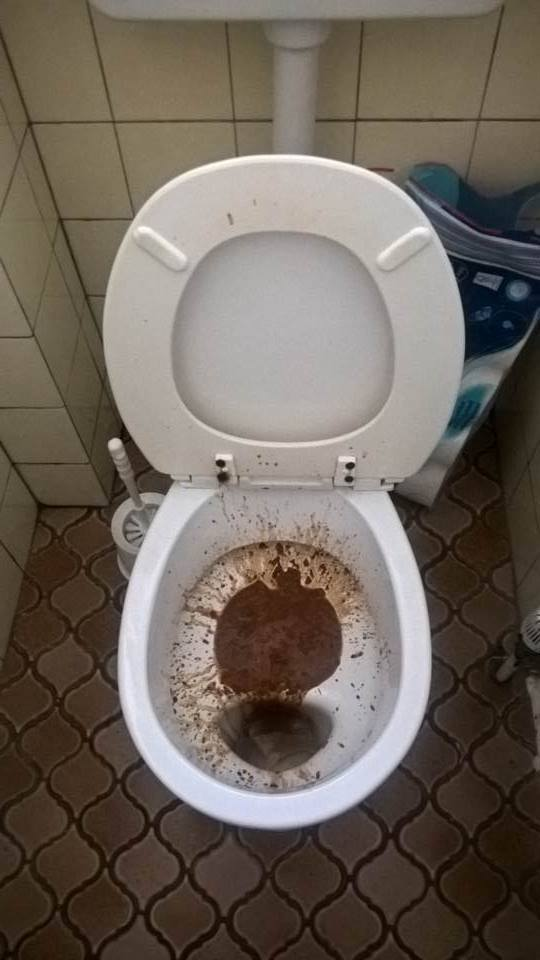
Ejemplo de diarrea tipo 7 en la escala de Bristol.

La diarrea —del griego antiguo διάρροια (diárrhoia), y este de διά (día) ‘a través’ y ῥέω (rheo) ‘corriente’ o ‘flujo’— son heces pastosas o líquidas, cuyas evacuaciones ocurren 3 o más veces al día. La diarrea aguda suele durar uno o dos días. A partir de 2 semanas se considera crónica, aunque los síntomas pueden aparecer y desaparecer. No se justifica por estados de ansiedad, sino que suele ser un signo de una enfermedad crónica. Los "nervios" no causan diarrea, solo de forma excepcional y en muy poca cantidad. En la Escala de heces de Bristol, los números 5 a 7 son tipos de diarrea.
La diarrea provoca una baja absorción de líquidos y nutrientes, y puede estar acompañada de dolor abdominal, fiebre, náuseas, vómito, debilidad o disminución del apetito. Además de la gran pérdida de agua que suponen las evacuaciones diarreicas, los pacientes, por lo general niños, pierden cantidades peligrosas de sales importantes, electrolitos y otros
nutrientes. Dependiendo de la etiología, puede acompañarse de moco, pus o sangre en las heces. De acuerdo con cifras de la Organización Mundial de la Salud (OMS), la diarrea es una de las principales causas de muerte en los países en vías de desarrollo, profundamente asociada a la deshidratación.
La diarrea puede ser infecciosa o no infecciosa. La infecciosa es la principal causa en entornos con malas condiciones higiénico-sanitarias o escasez de agua limpia para beber, cocinar y lavar, como sucede en países subdesarrollados o en vías de desarrollo. Está provocada por diversas bacterias, parásitos y virus. Las causas más frecuentes de diarrea no infecciosa incluyen la enfermedad celíaca, la sensibilidad al gluten no celíaca, alergias alimentarias, intolerancias alimentarias (como la intolerancia a la lactosa o a la fructosa), el síndrome del intestino irritable, la enfermedad inflamatoria intestinal, el hipertiroidismo y los efectos secundarios de ciertos medicamentos. La crisis celiaca, una posible presentación o complicación fulminante de la celiaquía, se confunde habitualmente con una diarrea infecciosa.
El agua y el saneamiento tienen un papel crucial en la transmisión de las enfermedades diarreicas infecciosas. Estos factores ambientales contribuyen aproximadamente al 94 % (por ciento) de los 4 000 000 000 (cuatro mil millones) de casos de diarrea que la OMS calcula tienen lugar anualmente en el mundo. Los niños menores de cinco años en los países en desarrollo son los más afectados y representan el 90 % de las 1 800 000 (un millón ochocientas mil) muertes anuales por causa de diarrea, principalmente en países subdesarrollados. En América Latina y el Caribe, aproximadamente 77 600 niños menores de cinco años mueren cada año de diarrea y las consecuencias de la misma, lo que significa más de 200 muertes diarias. Si bien 16 de los 33 países en dicha región están en buen camino para lograr los Objetivos de Desarrollo del Milenio de las Naciones Unidas respecto a saneamiento y agua limpia, tienen todavía que cubrir las necesidades de saneamiento de 8 400 000 (ocho millones cuatrocientas mil) personas, y, en el caso del agua potable, de 6 100 000 (seis millones cien mil; septiembre de 2007, datos de la Population Reference Bureau de los Estados Unidos).
En veterinaria, todos los animales con diarrea aguda muestran características comunes y requieren un abordaje clínico similar. El diagnóstico se establece a través de la historia clínica y de los signos clínicos, y se confirma posteriormente mediante los resultados de la evaluación de las heces, la bioquímica sanguínea y el hemograma.

## Etiología
En condiciones no patológicas, la absorción intestinal es mayor que la secreción de modo que se favorece a la absorción, con lo que, por lo general, más del 90 % (por ciento) del contenido que llega al intestino es absorbido a lo largo del tracto gastrointestinal. Si se producen cambios en el flujo bidireccional, es decir, si se aumenta la secreción o se disminuye la absorción, el volumen que llega al colon supera su capacidad de reabsorción, con lo que aparece la diarrea.
La diarrea es una condición que puede ser un síntoma de una lesión, una enfermedad, de una alergia, de la intolerancia a ciertos alimentos (fructosa, lactosa), enfermedades producidas por los alimentos o exceso de vitamina C y es acompañada generalmente de dolor abdominal, y a menudo náuseas y vómitos. Hay otras condiciones que implican alguno, pero no todos los síntomas de la diarrea, así que la definición médica formal de la diarrea implica la defecación de más de 200 g (gramos) por día, aunque el peso formal de las heces para determinar un diagnóstico, nunca se determina realmente.
La diarrea también ocurre cuando el colon no absorbe suficiente fluido. Como parte del proceso de la digestión, los diversos órganos excretan grandes cantidades de agua (entre 8 y 10 L —litros— en un adulto de 80 kg —kilogramos—), que se mezcla con el alimento y los líquidos ingeridos. Así, el alimento digerido es esencialmente líquido antes de alcanzar el colon. El colon absorbe el agua, dejando el material restante como una hez semisólida. Sin embargo, si se daña el colon o se inflama, se inhibe la absorción del agua, resultando en heces acuosas.
La diarrea es comúnmente causada por infecciones virales, pero también a menudo es el resultado de toxinas bacterianas. En condiciones sanitarias y con el alimento en buen estado y agua potable, los pacientes se recuperan de esas infecciones virales en algunos días o a lo sumo, en una semana. Sin embargo, a individuos mal alimentados o que viven en condiciones de poca higiene la diarrea puede conducirlos a una deshidratación grave y puede llegar a ser peligrosa para la vida si no se trata a tiempo.

### Diarrea aguda (EDA)
Se define como enfermedad de diarrea aguda (EDA) cuando la diarrea dura un máximo de dos semanas. También se denomina gastroenteritis. Casi siempre se considera contagiosa, aunque solamente son contagiosas las diarreas de origen infeccioso. A menudo, lo que se hace es tranquilizar al paciente, asegurarse de que recibe cantidades adecuadas de fluido, y esperar a ver su evolución. En casos más graves, o donde es importante encontrar la causa de la enfermedad, se requerirá un cultivo de heces.
Los organismos más comunes encontrados dentro de dichos cultivos, son el Campylobacter (un organismo de origen animal), la Salmonella (también de origen animal), la Criptosporidiosis (origen animal) y la Giardia lamblia (que vive en el agua potable). La comida en descomposición está asociada con infecciones de Salmonella. La Shigella (causante de disentería) es menos común, y generalmente de origen humano. El cólera es raro en los países occidentales. Es más común en viajeros y se relaciona generalmente con el agua contaminada: su última fuente es probablemente el agua de mar.
La Escherichia coli es probablemente una causa muy común de la diarrea, especialmente en viajeros, pero puede ser difícil detectar con la tecnología actual. Los tipos de E. coli varían de región a región y de país a país. Los virus, particularmente los rotavirus, son comunes en niños, siendo la principal causa de diarrea aguda en este grupo etario. El virus de Norwalk es raro.
La crisis celiaca es una presentación o complicación fulminante de la celiaquía que cursa con diarrea intensa. Puede ser mortal si no es tratada con rapidez y de forma adecuada. Se puede dar en personas no diagnosticadas ni tratadas, o en celiacos que no hacen la dieta sin gluten estricta. No está todavía incluida en los protocolos ni guías clínicas. Por todo ello, los médicos la confunden habitualmente con una gastroenteritis infecciosa. Aunque se considera rara, está infradiagnosticada, especialmente en países en vías de desarrollo, donde es frecuente.
Los alimentos en descomposición, o con toxinas o venenos pueden causar diarrea. Entre estas toxinas está la del estafilococo (a menudo encontrada en productos lácteos que han estado en contacto con alguna herida infectada de las personas que han intervenido en su elaboración), y el bacilo cirio o cereus (por ejemplo, por el consumo de arroz frito como sucedió en algunas escuelas de California).
Los parásitos y los gusanos pueden causar diarrea, pero casi siempre van acompañados de síntomas como pérdida del peso, irritabilidad, erupciones en la piel o comezón anal. El más común es la lombriz intestinal (se trata más bien de un fastidio que de una enfermedad médica grave). Otros gusanos, tales como la causante de anquilostomiasis, la Ascaris, y la solitaria son más significativas médicamente y pueden causar pérdida de peso, anemia, malestar general y problemas de alergia. La disentería amébica debido a la Entamoeba histolytica es una causa importante de diarrea sangrante en viajeros y también, a veces, en países occidentales, y requiere un tratamiento médico apropiado y completo.
|                                                           |                                                           |                                                           |                                                           |                                                           |                                                           | Acuosa    | Acuosa    | Acuosa | Acuosa | Acuosa                                                 | Acuosa                                                 |                                                        |                                                        |                                                        |                                                        |  |  | Con sangre (Disentérica) | Con sangre (Disentérica) | Con sangre (Disentérica)                                           | Con sangre (Disentérica)                                           | Con sangre (Disentérica)                                           | Con sangre (Disentérica)                                           |                                                                    |                                                                    |  |  |             |             |                                            |                                            |                                            |                                            |                                            |                                            |
|                                                           |                                                           |                                                           |                                                           |                                                           |                                                           | Acuosa    | Acuosa    | Acuosa | Acuosa | Acuosa                                                 | Acuosa                                                 |                                                        |                                                        |                                                        |                                                        |  |  | Con sangre (Disentérica) | Con sangre (Disentérica) | Con sangre (Disentérica)                                           | Con sangre (Disentérica)                                           | Con sangre (Disentérica)                                           | Con sangre (Disentérica)                                           |                                                                    |                                                                    |  |  |             |             |                                            |                                            |                                            |                                            |                                            |                                            |
|                                                           |                                                           |                                                           |                                                           |                                                           |                                                           |           |           |        |        |                                                        |                                                        |                                                        |                                                        |                                                        |                                                        |  |  |                          |                          |                                                                    |                                                                    |                                                                    |                                                                    |                                                                    |                                                                    |  |  |             |             |                                            |                                            |                                            |                                            |                                            |                                            |
|                                                           |                                                           | Secretora                                                 | Secretora                                                 | Secretora                                                 | Secretora                                                 | Secretora | Secretora |        |        | Osmótica                                               | Osmótica                                               | Osmótica                                               | Osmótica                                               | Osmótica                                               | Osmótica                                               |  |  | Invasiva                 | Invasiva                 | Invasiva                                                           | Invasiva                                                           | Invasiva                                                           | Invasiva                                                           |                                                                    |                                                                    |  |  | No invasiva | No invasiva | No invasiva                                | No invasiva                                | No invasiva                                | No invasiva                                |                                            |                                            |
|                                                           |                                                           | Secretora                                                 | Secretora                                                 | Secretora                                                 | Secretora                                                 | Secretora | Secretora |        |        | Osmótica                                               | Osmótica                                               | Osmótica                                               | Osmótica                                               | Osmótica                                               | Osmótica                                               |  |  | Invasiva                 | Invasiva                 | Invasiva                                                           | Invasiva                                                           | Invasiva                                                           | Invasiva                                                           |                                                                    |                                                                    |  |  | No invasiva | No invasiva | No invasiva                                | No invasiva                                | No invasiva                                | No invasiva                                |                                            |                                            |
|                                                           |                                                           |                                                           |                                                           |                                                           |                                                           |           |           |        |        |                                                        |                                                        |                                                        |                                                        |                                                        |                                                        |  |  |                          |                          |                                                                    |                                                                    |                                                                    |                                                                    |                                                                    |                                                                    |  |  |             |             |                                            |                                            |                                            |                                            |                                            |                                            |
| Rotavirus Vibrio cholerae ECET Vibrios no cólera Shigella | Rotavirus Vibrio cholerae ECET Vibrios no cólera Shigella | Rotavirus Vibrio cholerae ECET Vibrios no cólera Shigella | Rotavirus Vibrio cholerae ECET Vibrios no cólera Shigella | Rotavirus Vibrio cholerae ECET Vibrios no cólera Shigella | Rotavirus Vibrio cholerae ECET Vibrios no cólera Shigella |           |           |        |        | Virus G. lamblia Cryptosporidium Laxantes Desnutrición | Virus G. lamblia Cryptosporidium Laxantes Desnutrición | Virus G. lamblia Cryptosporidium Laxantes Desnutrición | Virus G. lamblia Cryptosporidium Laxantes Desnutrición | Virus G. lamblia Cryptosporidium Laxantes Desnutrición | Virus G. lamblia Cryptosporidium Laxantes Desnutrición |  |  |                          |                          | Shigella ECEI Salmonella no tifoidea Campylobacter jejuni Yersinia | Shigella ECEI Salmonella no tifoidea Campylobacter jejuni Yersinia | Shigella ECEI Salmonella no tifoidea Campylobacter jejuni Yersinia | Shigella ECEI Salmonella no tifoidea Campylobacter jejuni Yersinia | Shigella ECEI Salmonella no tifoidea Campylobacter jejuni Yersinia | Shigella ECEI Salmonella no tifoidea Campylobacter jejuni Yersinia |  |  |             |             | E. coli O157:H7 ECEP Clostridium difficile | E. coli O157:H7 ECEP Clostridium difficile | E. coli O157:H7 ECEP Clostridium difficile | E. coli O157:H7 ECEP Clostridium difficile | E. coli O157:H7 ECEP Clostridium difficile | E. coli O157:H7 ECEP Clostridium difficile |

### Disentería
Generalmente, si hay sangre o pus visible en las heces, se conoce como disentería o diarrea disentérica. El rastro de sangre es indicativo de una invasión al tejido intestinal. La disentería es causada por un exceso de agua por liberación de la hormona antidiurética de la hipófisis posterior. La disentería es un síntoma de shigelosis, de infección por Entamoeba histolytica y de salmonelosis.

### Malabsorción
La malabsorción es una incapacidad para absorber los alimentos, principalmente en el intestino delgado, pero también puede ser debido a disfunción del páncreas. Las principales causas incluyen la enfermedad celíaca (enfermedad autoinmune inducida por la ingesta de gluten, un conjunto de proteínas contenidas en el trigo, la cebada, el centeno, la avena, o cualquiera de sus variedades e híbridos), la intolerancia a la lactosa (que es una intolerancia al azúcar de la leche, no común en los europeos), o a la fructosa, anemia perniciosa (deterioro de la función intestinal debido a la incapacidad para absorber la vitamina B12), la pérdida de las secreciones pancreáticas (puede ser debido a la fibrosis quística o una pancreatitis), el síndrome de intestino corto por una operación quirúrgica, la fibrosis por radiación, generalmente tras el tratamiento del cáncer, y de otros medicamentos, incluidos los agentes utilizados en quimioterapia.

### Enfermedad inflamatoria intestinal
Esta patología se caracteriza por la superposición de dos tipos de trastornos de origen desconocido:
- La colitis ulcerosa crónica, que se caracteriza por diarrea con sangre y la inflamación, afecta principalmente a la parte distal del colon cerca del recto.
- La enfermedad de Crohn, que generalmente afecta segmentos bastante bien demarcados en el colon y a menudo afecta a la porción final del intestino delgado.

### Síndrome del intestino irritable
Otra posible causa de la diarrea es el síndrome del intestino irritable (SII; en inglés, IBS por irritable bowel syndrome), antiguamente llamado colon irritable.
Los criterios de Roma permiten el diagnóstico del síndrome del intestino irritable basándose únicamente en los síntomas, sin necesidad de realizar ninguna prueba ni examen complementario. Son utilizados por la mayoría de los médicos desde hace años en la práctica clínica diaria, a pesar de que se desarrollaron principalmente para la selección de pacientes para su inclusión en estudios de investigación (ensayos clínicos), clasificándolos en función del patrón clínico dominante, y ningún estudio los ha validado. Estos criterios basados en síntomas fueron desarrollados por gastroenterólogos de hospitales secundarios y terciarios. Su utilización sin realización de exploraciones complementarias supone un abaratamiento de los costes económicos. En 2009, el Colegio Americano de Gastroenterología (ACG) estableció que ningún criterio basado en los síntomas tiene precisión para diagnosticar el SII. Actualmente, todavía no se han desarrollado ni validado criterios diagnósticos basados en los tipos de sintomatología que presentan los pacientes, puesto que la localización de las causas orgánicas podría perderse sin la realización de endoscopias.
Para mantener un diagnóstico de SII, se deben realizar todas las pruebas médicas necesarias para descartar un conjunto de enfermedades que cursan con síntomas similares y que pueden ser tratadas de manera específica. Estas incluyen principalmente las infecciones entéricas (infecciones que se desarrollan en el tracto intestinal), la enfermedad celíaca, los trastornos hormonales y el cáncer colorrectal. Asimismo, en los últimos años han aparecido numerosos estudios que alertan sobre la existencia de dolencias orgánicas en pacientes previamente diagnosticados de un SII. Tal es el caso de entidades que pueden manifestarse con criterios de aparente funcionalidad, como la colitis microscópica, el sobrecrecimiento bacteriano, la malabsorción de sales biliares, la enteropatía sensible al gluten y la insuficiencia exocrina del páncreas.
Los síntomas del síndrome del intestino irritable son indistinguibles de los síntomas digestivos que pueden aparecer en la enfermedad celíaca o la sensibilidad al gluten no celíaca, por lo que una gran parte de las personas afectadas por estas enfermedades pasan muchos años diagnosticadas y tratadas por error como si tuvieran el síndrome del intestino irritable. Especialmente, las personas con sensibilidad al gluten no celíaca permanecen habitualmente en una «tierra de nadie», sin reconocer ni diagnosticar por los especialistas, "huérfanas" de la atención médica y el tratamiento adecuados.
Si bien no hay tratamiento para el SII indiferenciado, los síntomas, incluyendo la diarrea, a veces pueden gestionarse a través de una combinación de cambios en la dieta, suplementos de fibra soluble, y/o medicamentos.

### Alcohol
La diarrea crónica (de una duración superior a 4 semanas) puede estar causada por la ingestión crónica de etanol. El consumo de alcohol afecta la capacidad del organismo para absorber el agua: a menudo este es un síntoma que acompaña a una resaca después de una borrachera. El alcohol se absorbe en el intestino, y a medida que pasa por las células intestinales, su toxicidad causa que estas células pierdan la capacidad de absorber agua. Esto genera un flujo de líquido desde las células del revestimiento intestinal, que se vierte a la luz intestinal y que a su vez se absorbe mal. La diarrea suele durar varias horas hasta que el alcohol es desintoxicado y retirado del sistema digestivo. Los síntomas varían de una persona a otra y se ven influidos por la cantidad consumida, así como por las diferencias fisiológicas.

### Otras causas importantes
- Enfermedad isquémica del intestino: normalmente afecta a las personas de edad avanzada y puede ser debida a la obstrucción de las arterias.
- El cáncer de intestino: algunos cánceres de intestino (pero no todos) pueden producir diarrea. El cáncer de colon es el más común.
- Tumores secretores de hormonas: algunas hormonas (como la serotonina) pueden causar diarrea si se excretan en exceso (generalmente debido a un tumor).
- Diarrea de sales biliares: el exceso de sales biliares que entran en el colon (en lugar de ser absorbidos al final del intestino delgado) puede causar diarrea, por lo general poco después de comer. La diarrea de sales biliares es un efecto secundario adverso de la eliminación de la vesícula biliar. Por lo general, se trata con colestiramina, un secuestrante de sales biliares.
- Enfermedad celiaca.
- Protozoos intestinales tales como la giardiasis.[27]
- La diarrea es un síntoma posible de un síndrome de activación mastocitaria (MCAS)[28][29][30]

## Patogenia
Para evacuar el contenido de la zona baja del aparato digestivo, la fluidez de dicho contenido en los intestinos delgado y grueso se aumenta. El transporte activo de Na+ dentro del intestino inicia un transporte inverso de sodio. Esto hace que Cl- y el HCO3- sigan inactivos, así como el agua. En los intestinos, el agua diluye las toxinas y hace que éstos se contraigan debido al aumento en la distensión intestinal. Estas contracciones empujan el contenido de la zona más baja del Intestino grueso hacia afuera del canal anal. Los medicamentos como la loperamida se diseñan para prevenir tales contracciones en respuesta a la distensión, y no se deben utilizar para prevenir la diarrea. Tal inhibición prolonga la infección o la irritación, y puede causar un empeoramiento a corto plazo por el retraso de la evacuación del contenido del intestino.

### Mecanismo citopático
Es el mecanismo fundamental de los virus, entre ellos Rotavirus, Calicivirus y el Astrovirus. El lugar de afección es el intestino delgado proximal, donde se produce una destrucción de los enterocitos maduros. Se produce una disminución transitoria de las disacaridasas así como de la bomba sodio-potasio y, por tanto de la absorción acoplada en paralelo de otros nutrientes absorbidos junto con el sodio. Así, llega un exceso de agua al colon, donde el contenido osmolar excesivo sobrepasa su capacidad de absorción. La diarrea es acuosa, abundante, puede conducir a deshidratación y con frecuencia se acompaña de vómitos e intolerancia transitoria a la lactosa.

### Mecanismo enteroinvasor
Los gérmenes inicialmente adheridos a la superficie del enterocito penetran en el epitelio intestinal donde se multiplican. Es el mecanismo clásico de bacterias como Salmonella, Shigella, Escherichia coli enteroinvasor, Yersinia y el Campylobacter. Si la invasión llega a la lámina basal y a la submucosa habrá un riesgo de bacteriemia. Las heces presentan leucocitos, moco (respuesta inflamatoria del colon) y podrán tener sangre si hay afección de la submucosa. La diarrea será habitualmente menos copiosa que en el mecanismo enterotóxico. La zona de inflamación tiende a tener liberación de prostaglandinas producidos por estimulación de la adenilato ciclasa. 

### Mecanismo enterotóxico
Es el mecanismo fundamental del Vibrio cholerae, E. Coli enterotoxígeno, Citrobacter y Cryptosporidium, en el cual segregan enterotoxinas que se adhieren a la superficie del enterocito y estimulan mediadores intracelulares denominados segundos mensajeros (enterotoxina resistente al calor: GMPc o enterotoxina termolábil:AMPc), que actúan como secretagogos, pues inhiben la entrada de sodio y cloro en la parte superior de la vellosidad intestinal y favorecen la salida de sodio y agua en las criptas de las vellosidades. En este tipo de diarrea las deposiciones serán líquidas explosivas, sin sangre. La pérdida de líquidos será mayor y habrá mayor riesgo de deshidratación.

### Mecanismo citotóxico
Es mucho más raro y se produce por Clostridium difficile, E. coli enterohemorrágico y, a menudo, Shigella. En el colon, donde lesionan el colonocito, produciendo fiebre, dolor abdominal, y deposiciones con moco y sangre.

## Clasificación

Tasa de invalidez causada por diarrea por cada 100 000 habitantes en el año 2004.
sin datos
<500
500-1000
1000-1500
1500-2000
2000-2500
2500-3000
3000-3500
3500-4000
4000-4500
4500-5000
5000-6000
>6000

Según el mecanismo de producción, la diarrea se puede clasificar de la siguiente manera:

### Diarrea osmótica
Se caracteriza por un aumento del componente no absorbible en el tubo digestivo debido a una inadecuada absorción de las sustancias nutritivas presentes en la luz intestinal. Como consecuencia, los líquidos tampoco se reabsorben, y permanecen en la luz intestinal. Se ve principalmente en síndromes de malabsorción, por ejemplo, la enfermedad celiaca o en trastornos pancreáticos, en los que la secreción de enzimas digestivas está alterada. Otra causa posible es la utilización de laxantes osmóticos (que actúan aliviando el estreñimiento reteniendo agua en el intestino).
En individuos sanos, demasiado magnesio o vitamina C o lactosa no digerida pueden producir diarrea osmótica. Una persona con intolerancia a la lactosa puede tener problemas digestivos si consume una cantidad elevada de productos lácteos, debido a que la lactosa no absorbida permanece en el intestino. Ello produce un aumento de la retención de líquidos y de la producción de gases, causando una diarrea osmótica. Efectos similares pueden observarse en personas con malabsorción de fructosa. Alcoholes azucarados como el sorbitol (presentes a menudo en alimentos sin azúcar) se absorben con dificultad y pueden producir una diarrea osmótica. Es también una diarrea ácida que produce como consecuencia un marcado eritema perianal.
Ciertos alimentos, como algunas frutas, frijoles y matinales usados como sustitutos del azúcar en algunos regímenes dietéticos, dulces y goma de mascar pueden causar diarrea osmótica.
Varios hechos caracterizan clínicamente a la diarrea osmótica:
- Desaparece con el ayuno del paciente o con la interrupción de la ingesta del soluto poco absorbible;
- Se observa un gradiente osmótico en las heces: la osmolaridad fecal es muy alta respecto al plasma (en condiciones normales es isotónica, es decir, igual que la del plasma);
  - Principalmente el sodio fecal suele ser <60 mOsm; menor que la plasmática
- el volumen de heces excretado es normalmente inferior a 1 litro / 24 h;
- el pH fecal suele ser menor a 5 (ácido) por la fermentación bacteriana de los hidratos de carbono no absorbidos;
- tendencia a la deshidratación con alto contenido en sodio en el plasma;
- es autolimitada y de corta duración, cesando tan pronto como se deje de ingerir productos osmóticos.

### Diarrea secretora
Se produce un aumento de la secreción de electrolitos (especialmente sodio y cloro) hacia la luz intestinal arrastrando consigo agua, debido a una alteración en el transporte de agua y de iones a través del epitelio del intestino. En la mayoría de los casos predomina una disminución de la absorción, pero a veces se observa un aumento inadecuado en la secreción de líquidos hacia la luz intestinal. En este caso, se suele hablar de "diarrea acuosa". El primer objetivo del tratamiento es la corrección de la deshidratación, para lo cual se administran líquidos por vía preferentemente oral o intravenosa para reponer los que se pierden con la diarrea.
En la diarrea secretora se observan las siguientes características:
- Como la diarrea se debe a un trastorno del transporte de iones, no existe respuesta (o muy pequeña) al ayuno: no se disminuye el volumen fecal, ni se aumenta en caso de ingesta;
- El gradiente osmótico entre la osmolaridad de las heces y el plasma es muy pequeño;
  - El sodio fecal suele ser >60 mOsm; aproximadamente igual que la plasmática;
  - La pérdida de sodio es mayor que la de potasio;
- Las heces suelen ser voluminosas: más de 1 L (litro) cada 24 h (horas);
- El pH fecal suele ser neutro;
- La pérdida concomitante de bicarbonato puede provocar una acidosis metabólica.

Sin embargo, algunas diarreas secretoras, como las debidas a malabsorción de ácidos grasos o consumo de laxantes, como el aceite de ricino y los ácidos biliares, pueden ceder con el ayuno.

#### Causada por un agente infeccioso
Es el tipo más frecuente. La etiología del 70 % (por ciento) de los casos de diarrea infecciosa es la viral. Todos los años, las causas principales de gastroenteritis infantil son los Rotavirus, causantes de 600 000-800 000 muertes en todo el mundo. El virus infecta los enterocitos del intestino, disminuye la actividad de las enzimas que digieren los azúcares, y disminuye la reabsorción del ion Na+ y del agua en el intestino. Además producen activación del sistema nervioso entérico y la secreción de iones Cl-. Todo ello produce un exceso de fluidos en la luz intestinal, que tiene como consecuencia una diarrea acuosa. Otros agentes etiológicos virales son los Norovirus, que ejercen una acción directa sobre la actividad de las enzimas de los enterocitos.
En un 1,5-5,6 % de los casos, la infección es de etiología bacteriana. Las bacterias más frecuentes son Campylobacter (2,3 %), Salmonella (1,8 %), Shigella (1,1 %) o Escherichia coli (0,4 %). En este caso, las bacterias adquiridas por vía oral superan las defensas inmunológicas y atacan los enterocitos, de forma directa o mediante la producción de toxinas como la presente en la infección del cólera. Tanto las bacterias como las toxinas pueden provocar la muerte celular y pasar a la circulación sanguínea, generando síntomas sistémicos, como fiebre, escalofríos, náuseas o vómitos. Según las bacterias produzcan o no la muerte celular, se subdividen en no citotóxicas (los patógenos estimulan la función secretora activando las enzimas intracelulares sin dañar la capa epitelial: Vibrio cholerae, el agente patógeno del cólera, algunas cepas de E. coli y Bacillus cereus) y citotóxicas (patógenos que dañan la capa epitelial de forma directa, como Shigella, Clostridium perfringens, C. difficile, Staphylococcus aureus, Salmonella y Campylobacter).

#### Causada por un tumor
Existe también la posibilidad de un tumor productor de péptido intestinal vasoactivo (VIP) o vipoma, un tipo de cáncer poco frecuente, así como el carcinoide y el gastrinoma ocasionalmente también causan diarrea secretora.

### Diarrea debida a motilidad intestinal
Se produce por un aumento de la motilidad intestinal (hipermotilidad). Si el alimento se mueve demasiado rápido a través del intestino, no hay tiempo suficiente para la absorción de los nutrientes y el agua. Se observa por ejemplo en el síndrome de colon irritable, después de una cirugía, en el caso de trastornos hormonales (hipertiroidismo), o una neuropatía diabética. También aparece en pacientes a los que se les ha retirado una parte del intestino mediante cirugía. Este tipo de diarrea puede tratarse con agentes que reducen la motilidad intestinal, como la loperamida, un agonista de sustancias opioideas. 

### Diarrea exudativa
También llamada diarrea inflamatoria, se produce cuando aparece un daño de la mucosa intestinal, incluyendo inflamación, úlceras o tumefacciones, lo que tiene como consecuencia un aumento de la permeabilidad intestinal: se produce una pérdida pasiva de fluidos ricos en proteínas y una menor capacidad de reabsorber los fluidos perdidos. A menudo aparece debido a enfermedades del tracto gastrointestinal, como el cáncer de colon, colitis ulcerosa, tuberculosis, etc., o en patologías donde no se absorben los ácidos biliares, que entrarán en el colon con un aumento de la afluencia de electrolitos. Se observan características comunes a los otros tres tipos de diarrea. Puede producirse debido a agentes infecciosos (virus, bacterias, parásitos) o problemas autoinmunes como es el caso de la enfermedad de Crohn o enfermedad celíaca.

### Diarrea irritativa por fármacos
Es una variedad de diarrea inflamatoria en la cual pueden no determinarse por biopsia o endoscopía las lesiones. Son cada vez más comunes debido al abuso de medicación corriente, por ejemplo, diarrea por ibuprofeno. Puede acompañarse de gastritis aguda. No se la puede llamar con propiedad iatrogénica debido a que se ha incrementado su incidencia por la automedicación y la venta libre de fármacos. Un capítulo aparte merecen las diarreas secundarias a radioterapia.

## Diagnóstico
| Signos                   | Plan A                                                                        | Plan B                                    | Plan C                                        |
| ------------------------ | ----------------------------------------------------------------------------- | ----------------------------------------- | --------------------------------------------- |
| Definición               | Leve o inaparente                                                             | Moderada o clínica                        | Grave                                         |
| Pérdida de agua corporal | Menos de 50 mL/kg (mililitros por kilogramo) de peso (menos del 5 % del peso) | 50 a 100 mL/kg de peso (6 a 9 % del peso) | 100 mL/kg de peso o más (10 % o más del peso) |
| Condición general        | Bien, alerta                                                                  | Irritable                                 | Letárgico o inconsciente                      |
| Globo ocular             | Normales                                                                      | Algo hundidos                             | Muy hundidos y secos                          |
| Lágrimas                 | Presentes                                                                     | Ausentes                                  | Ausentes                                      |
| Mucosa oral              | Húmeda                                                                        | Seca                                      | Muy seca                                      |
| Sed                      | Paciente bebe normalmente                                                     | Paciente bebe con avidez, sediento        | Paciente bebe mal o no es capaz de hacerlo    |
| Pliegue cutáneo          | Vuelve a lo normal rápidamente                                                | Se retrae lentamente <2 s (segundos)      | Se retrae muy lentamente >2 s                 |
| Tratamiento              | Plan A                                                                        | Plan B                                    | Plan C                                        |
|                          |                                                                               |                                           |                                               |
| Rehidratación oral       | Mucosa húmeda, lágrimas                                                       | Ojos hundidos, mucosa seca                | Terapia intravenosa                           |

## Tratamiento
Aunque no suele ser peligrosa, la diarrea ha causado millones de muertes en todo el mundo, principalmente como consecuencia de la deshidratación. La diarrea de diferentes causas, está asociada también con una reducción del consumo de alimento. Por esa razón, el principal tratamiento contra la diarrea implica un consumo de cantidades adecuadas de agua para sustituir la pérdida de líquidos, mezclada preferiblemente con electrolitos para recuperar las sales minerales esenciales y ciertos nutrientes. En la mayoría de los casos un tratamiento adicional o el consejo médico resultan innecesarios.
El tratamiento general de la diarrea puede esquematizarse en 4 fases:
1. Corrección de los déficits de agua, electrolitos y equilibrio ácido-base. En formas leves o moderadas, debe hacerse siempre por vía oral: la eficacia de la rehidratación oral y la tolerancia a la reintroducción de la dieta y la ganancia de peso es superior frente a la hidratación intravenosa. En los casos más leves (en los que se mantiene la alimentación), la ingestión de suplementos líquidos en forma de agua, tisanas o refrescos puede ser suficiente; si se ha suprimido la alimentación, se pueden utilizar diversas soluciones orales diseñadas para tratar la diarrea infecciosa. Las soluciones para deportistas no deben utilizarse, porque resultan hiperosmóticas.
2. Nutrición adecuada: en contra de algunas creencias establecidas, en la mayoría de los casos de diarrea no es necesario establecer un reposo estricto del intestino; la supresión de la alimentación en los niños puede conducir a una pérdida diaria del 1-2 % (por ciento) del peso corporal (sin contar las pérdidas fecales) que puede poner su vida en peligro. Aunque la absorción intestinal está reducida en la diarrea, no está totalmente abolida, y se absorbe una proporción no despreciable de principios inmediatos. De hecho, la evolución de los pacientes nutridos es mejor que en los que ayunan (menores pérdidas fecales y menor duración temporal). En la mayor parte de los casos, la diarrea cede en pocos días con medidas sencillas, como evitar alimentos que aumenten el volumen de las heces y la motilidad intestinal (vegetales, pieles de frutas o verduras, grano entero de cereal, etc.). También es recomendable la ingesta de determinados microorganismos que ayuden a restablecer la flora intestinal, como los yogures con bifidus o preparados de levaduras como el Perenterol.[39] Por otro lado, en la afección generalizada del intestino, debe evitarse la leche y derivados, porque suele producirse un déficit de disacaridasas, que impide la digestión de la lactosa y empeora la diarrea.
3. Tratamiento sintomático de la diarrea y los síntomas acompañantes: hay algunos medicamentos con actividad antidiarreica, que pueden ser beneficiosos, pero pueden estar contraindicados en algunos casos.[40]
4. Tratamiento específico del agente o factor responsable de la diarrea: en algunos casos, puede ser recomendable el uso de antibióticos (ver más abajo, en el apartado "Antibioterapia").

Los siguientes tipos de diarrea indican generalmente la necesidad de supervisión médica:
- diarrea en niños pequeños
- diarrea moderada o grave en niños
- diarrea acompañada de sangre: véase disentería
- diarrea continua durante más de dos semanas
- diarrea asociada con alguna otra enfermedad más general tal como dolor de estómago o abdominal, fiebre, pérdida de peso, etc.
- diarrea en turistas o viajeros (probablemente debida al resultado tener infecciones exóticas tales como parásitos)
- diarrea en personas que manipulan alimentos (por el potencial que tienen de infectar a otros)
- diarrea en instituciones (hospitales, guarderías, clínicas de reposo mental, centros sanitarios, centros geriátricos, etc.).

### Rehidratación

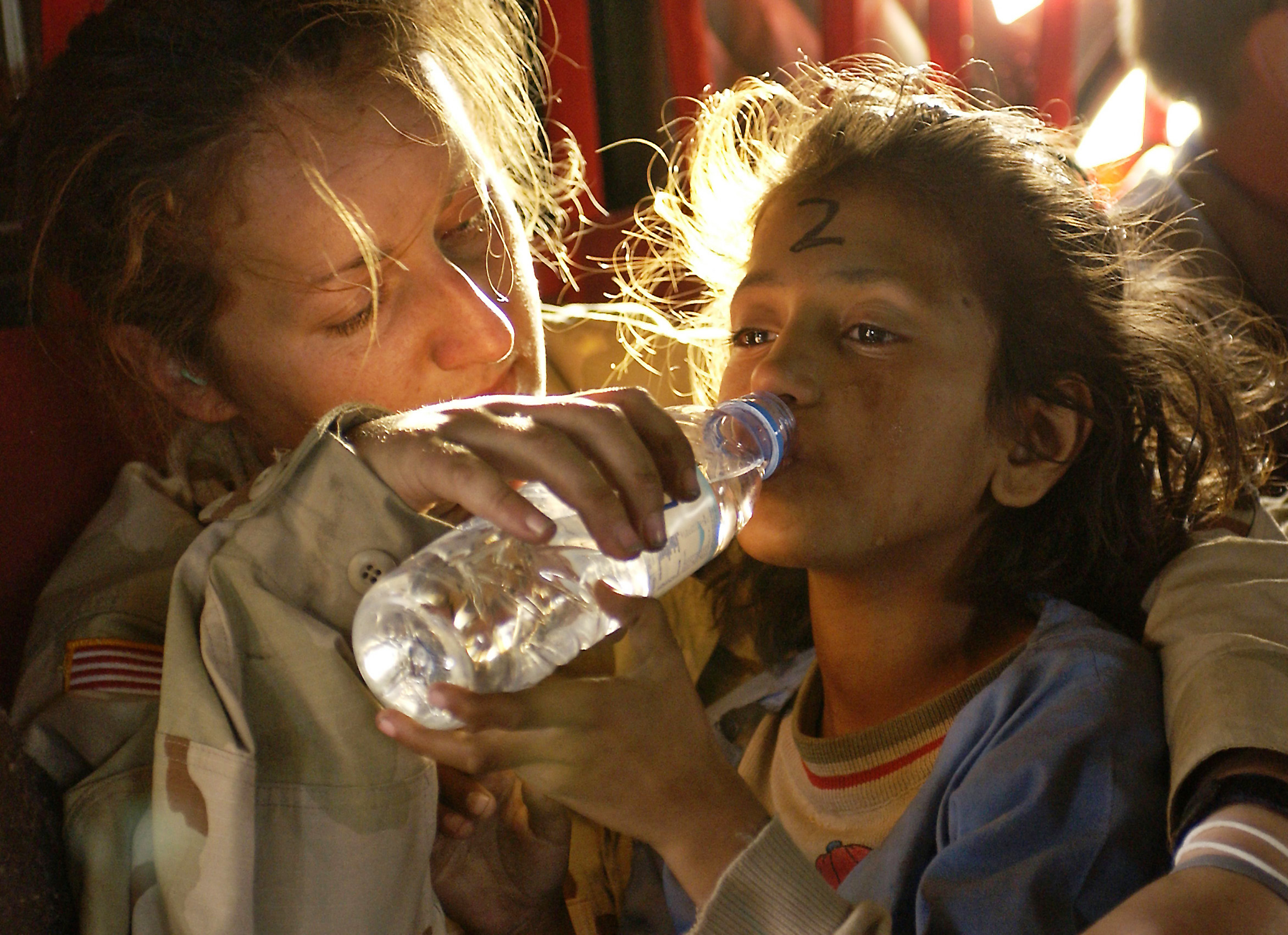
Tomar líquidos generalmente es suficiente en casos de una deshidratación leve y moderada.

Plan A, en diarrea aguda sin deshidratación aparente. Aportar mayor cantidad de líquido que lo perdido. En pacientes menores de un año de edad 50 a 100 mL (mililitros), y en mayores de 1 año de edad 100 a 200 mL después de cada evacuación líquida. A niños mayores o adultos se ofrece todo el volumen que deseen beber. Mantener alimentación adecuada para la edad, buena concentración calórica, higiénicos, no concentrados, de buen sabor para el niño, baratos y culturalmente aceptables: continuar con la lactancia materna o su dieta habitual para niños y adultos.
Plan B, en diarrea aguda con deshidratación clínica moderada. El objetivo es tratar la deshidratación mediante el uso de terapia de rehidratación oral (TRO), usando sales de rehidratación oral (SRO) para corregir el déficit de agua y electrólitos y recuperar el equilibrio hidrostático.
Plan C, en diarreas con deshidratación grave o choque circulatorio y cuyo objetivo es tratar la deshidratación rápidamente. La rehidratación intravenosa está indicada ante el fracaso de la terapia de rehidratación oral (TRO) o a continuación de la reanimación inicial de un paciente en choque.

### Recomendaciones dietéticas
Las recomendaciones dietéticas en el tratamiento de la diarrea son las siguientes:
- No ingerir alimentos sólidos durante 16 horas
- Tomar solo agua, agua de arroz o caldo vegetal, bebiendo en pequeñas cantidades de manera continua, sin forzar
- Controlada la primera fase (menos de tres o cuatro deposiciones al día) se introducirá gradualmente una dieta sólida, siempre en pequeñas cantidades para comprobar la tolerancia a la misma
- Se mantendrá la hidratación con agua, agua de arroz o caldo vegetal

Alimentos recomendados:
- sopa de arroz, arroz muy hervido
- sopa de zanahoria
- puré de papas y papa hervida
- sopa de pescado
- sopa de plátano verde
- carne de aves (pollo, pavo, etc.) cocida o a la plancha

Alimentos no recomendados por razón de evidencias que demuestran que empeoran la diarrea:
- leche y otros productos lácteos, como helados o queso;
- frutas cítricas y verduras que contienen mucha fibra, como los limones, naranjas y toronjas;
- alimentos grasosos como almendras, nueces, avellanas o frituras;
- pan negro, pan integral, pan con salvado;
- dulces, caramelos, chocolate, pasteles, azúcar, etc.;
- bebidas muy frías y todo tipo de refrescos, así como agua con gas (gaseosa);
- evitar grandes cantidades de los edulcorantes aspartamo y sorbitol;
- vegetales que pueden causar flatulencia como: col, brócoli, coliflor, pepino, cebolla, etc.;
- legumbres (frijoles, garbanzos, arvejas/chícharos, lentejas, etc.).

La restricción dietética con alimentos bien tolerados puede utilizarse durante 1 a 3 días. Sin embargo, limitar la leche a los lactantes no tiene efecto en la duración de la diarrea y puede producir un efecto de desnutrición.

### Antidiarreicos
Tienen actividad antidiarreica los siguientes compuestos:
- Agonistas de los opioides, como la loperamida (Imodium). Los opioides (como la morfina) tienen un efecto astringente significativo. Aumentan el tiempo de tránsito intestinal y la absorción de agua, además de reducir los movimientos de masa del colon. Aunque todos los opioides tienen efecto astringente, no se utilizan como antidiarreicos por su potente efecto sobre el SNC. La loperamida, sin embargo, no cruza la barrera hematoencefálica y por ello no tiene efecto analgésico ni adictivo, pero mantiene su capacidad antidiarreica.
- Compuestos coloidales de bismuto, por ejemplo el salicilato de bismuto (como el que se encuentra en el Pepto Bismol). Estos compuestos recubren la mucosa, creando una capa protectora (por lo que también se utilizan en las gastritis). Además, el salicilato inhibe la producción de prostaglandinas en el intestino y la secreción de cloruro, disminuyendo así la secreción de fluidos y la diarrea. El bismuto tiene efectos antimicrobiales, y se une a enterotoxinas, por lo que es beneficioso en la prevención de la diarrea del viajero.
- El caolín (una arcilla natural) y la pectina (carbohidrato no digerible que se encuentra en las manzanas). Una preparación comercial común es el Kaopectate, una mezcla de ambos compuestos, que no se absorbe y cuyo único efecto secundario es el estreñimiento. No debe tomarse simultáneamente a otros medicamentos durante dos horas (puede unirse a ellos e inactivarlos).
- Resinas que se unen a sales biliares. Pueden ser útiles en diarreas producidas por exceso de sales biliares. Efectos secundarios posibles: flatulencia, estreñimiento y compactación fecal. Pueden unirse a otros medicamentos y reducir su absorción: debe esperarse 2 horas antes de tomar otro compuesto.
- Octreótido, un análogo sintético de la somatostatina, de vida media más larga (1,5 h —horas— en plasma si se inyecta por vía intravenosa), que inhibe la secreción de muchas hormonas y neurotransmisores, y que actúa reduciendo la secreción intestinal de fluidos y la secreción pancreática. Además inhibe la motilidad gastrointestinal.
- El tanato de gelatina, compuesto químico basado en taninos.[46]

Algunos medicamentos bajo prescripción médica a veces contienen analgésicos, tales como la morfina o la codeína, para reducir los dolores que pueden acompañar la diarrea.

### Antibioticoterapia
Los antibióticos son usados para tratar ciertas formas específicas de diarreas, para lo cual suele ser necesario tener los resultados de un cultivo microbiológico de heces, en el que se identifica el organismo causante de la enfermedad y su resistencia microbiana. Los antibióticos no son efectivos ante diarreas causadas por virus.
- Cotrimoxazol, una combinación de trimetoprima y de sulfametoxazol, por lo general a dosis de 40 mg/kg (miligramos por kilogramo) cada día por cinco días tiende a ser indicada en diarreas causadas por Shigella dysenteriae.
- Cloranfenicol, por lo general a dosis de 50-100 mg/kg cada día por 10 días se indica en la diarrea por fiebre tifoidea. La ciprofloxacina también tiene una excelente actividad contra la Salmonella typhi a dosis de 500 mg (miligramos) cada 12 horas por 14 días.
- La eritromicina a dosis de 250 mg cuatro veces al día y otros macrólidos pueden emplearse donde esté involucrado el Campylobacter jejuni.
- La doxiciclina y las quinolonas se usan con efectividad contra la cólera.
- La vancomicina en 0,5-3,0 g (gramos) cada 6 horas o el metronidazol en 500-700 mg cada 6 horas son indicados para diarreas producidas por Clostridium difficile.

## Prevención
- Lavar las manos antes de ingerir los alimentos.
- Lavar las manos antes de ir y al salir del baño.
- Lavar con agua hervida el pecho, antes de alimentar al lactante.
- Hacer hervir el agua durante 10 minutos antes de consumir.

Los sanitarios de la OMS estiman que:
- un 88 % (por ciento) de las enfermedades diarreicas son producto de un abastecimiento de agua insalubre y de un saneamiento y una higiene deficientes;
- un sistema de abastecimiento de agua potable eficiente y bien manejado reduce entre un 6 y un 21 % la morbilidad por diarrea, si se contabilizan las consecuencias graves;
- la mejora del saneamiento reduce la morbilidad por diarrea en un 32 %;
- las medidas de higiene, entre ellas la educación sobre el tema y la insistencia en el hábito de lavarse las manos, pueden reducir el número de casos de diarrea en hasta un 45 %;
- la mejora de la calidad del agua de bebida mediante el tratamiento del agua doméstica, por ejemplo con la cloración en el punto de consumo, puede reducir en un 35-39 % los episodios de diarrea.